# Педикулёз
Педикулёз (pediculósis, вши́вость) (от лат. pediculus «вошь») — паразитарное заболевание кожи и её производных — волос. На человеке могут паразитировать головная вошь (Pediculus humanus capitis), платяная вошь (Pediculus humanus corporis) и лобковая вошь (Phtyrus pubis). Соответственно этому различают педикулёз головной, платяной и лобковый. Может также возникать смешанный педикулёз, когда присутствует инфестация смешанного типа (например, одновременная инфестация головной и платяной вши). Вши питаются кровью хозяина, а яйца (гниды) приклеивают к волосам (платяная вошь откладывает яйца в складках одежды, реже приклеивает к волосам на теле человека).

## История
Вши связаны с человеком с давних времён. Первые сообщения о них встречаются у Аристотеля (IV век до н. э.). Засохшие вши были обнаружены в древних захоронениях человека: у египетских, перуанских и индейских мумий. Вши найдены также на мумифицированных трупах людей в Гренландии и на Алеутских островах (XV век). Анализ ДНК вшей показал, что головная и платяная вошь обособились между 170 000 и 80 000 лет. Это свидетельствует о том, что вши были паразитами людей не менее 80 000 лет.
Почти за 500 лет до н. э. Геродот писал, что у египетских жрецов и писарей всегда были тщательно выбриты головы, «…чтобы никакая вошь или иная нечистая тварь не могла прицепиться к ним, когда они служат богам…». С этой же целью брили головы и подбородки фараоны, цари и вельможи в Древнем Египте.
Увеличение числа больных педикулёзом наблюдается, когда люди живут скученно и/или в антисанитарных условиях, например, во время войн, катастроф. Есть гипотеза, что вшами легче заразиться нервным, постоянно волнующимся людям. Иногда это связывают с изменением запаха человека в состоянии постоянного стресса. Приток трудовых мигрантов ухудшил санитарно-гигиеническую обстановку в РФ, в том числе по заболеваемости педикулёзом.

## Клинические симптомы

### Причины заболевания
Головные и платяные вши передаются от человека к человеку при непосредственном контакте. Заражение головными вшами через одежду и предметы обихода рассматриваются больше как исключение, а не как правило.
Личная гигиена не имеет значения, вши одинаково предпочитают как чистые, так и грязные волосы.
Лобковая вошь (площица), как правило, передаётся половым путём, но возможна также передача через вещи (постельное бельё, одежда и т. д.).
Невозможно заразиться вшами от животных, так как эти паразиты видоспецифичны, то есть человеческие вши могут жить только на человеке.

### Симптомы
Педикулёз имеет следующие симптомы:
- кожный зуд в месте укуса вши
- мелкие серовато-голубоватые пятна на коже.
- расчёсы (экскориации).
- наличие гнид в волосах.

От момента заражения до первых признаков болезни может пройти несколько недель.
В результате инфицирования расчёсов могут развиваться гнойничковые заболевания кожи.
Платяные вши являются основными переносчиками сыпного тифа и ряда других риккетсиозов. Намного реже тиф переносят головные вши, в единичных случаях — площицы.

### Вши как переносчики возбудителей болезней
Платяные вши могут передавать трансмиссивные болезни, например волынскую лихорадку, вызываемую риккетсиями.
Головная вошь является переносчиком возбудителя вшивого возвратного тифа, платяная переносчиком вшивого сыпного тифа.

## Лечение
Для лечения педикулёза необходим комплексный подход, который уничтожит как гнид (яйца), так и взрослых особей. Способы борьбы отличаются для различных видов вшей.

### Лобковые вши
Для избавления от площицы (лобковой вши) можно применить следующий способ:
- Всю имеющуюся одежду и постельное бельё в помещении/квартире перестирать в кипятке. Мягкие игрушки также могут быть местом обитания вшей.
- Паразиты погибают, если заражённые ими вещи положить в морозильную камеру на 12 часов.
- Стараться не расчёсывать повреждённые от укусов места на теле.
- Сбрить все волосы там, где это возможно (на лобке, подмышках, ногах), для избежания заражения места укусов продезинфицировать 5 % борной мазью.
- С ресниц и бровей удалить паразитов ногтями или пинцетом.

### Платяные вши
Бельё и одежду следует прокипятить или обработать паром, так как простой низкотемпературной стирки может оказаться недостаточно. После высокотемпературной обработки следует на неделю вывесить бельё, желательно на солнце в проветриваемом месте.
Другой способ включает обработку инсектицидным препаратом, с последующей стиркой и недельным проветриванием на солнце.
Наиболее действенным считается обеззараживание одежды и белья в пароформалиновой камере. Этот метод более эффективен, так как сочетает высокотемпературную и химическую обработку.
При обработке одежды следует учитывать, что гниды могут откладываться в толстых складках и швах одежды, где они могут выдержать недостаточную тепловую обработку.
Учитывая особую эпидемиологическую значимость платяного педикулёза и возможность фиксации гнид не только на ворсинах одежды, но и пушковых волосах кожного покрова человека, при распространённом процессе необходимо решать вопрос не только о дезинсекции одежды, но и об обработке больного одним из педикулоцидных препаратов.

### Головные вши
Для лечения заболевания используется широкий ассортимент противопедикулёзных средств — шампуни, мази, аэрозоли. Классическими препаратами являются:
- 20 % водно-мыльная суспензия бензилбензоата (препарат для лечения чесотки, ранее использовался также против педикулёза);
- 5 % борная мазь
- металлические частые гребни.

Препараты на основе диметикона (производного силикона) и вазелина, действуют за счёт того, что склеивают дыхательные пути вшей. Такие средства наносятся на сухие волосы по всей длине волос, а по прошествии определённого времени — после прочёсывания волос специальным гребнем — смываются.
Препараты на основе перметрина обладают нейротоксическим механизмом действия.
Антипаразитный препарат ивермектин нарушает передачу нервных импульсов насекомых, что приводит к параличу и гибели паразитов.
В 2011 году в США был одобрен препарат спиносад, вызывающий возбуждение мотонейронов паразитов, что также приводит к их параличу и гибели.
Использование любых средств от вшей требует максимально точного соблюдения инструкции, поскольку некоторые препараты, такие как перметрин, достаточно токсичны. Несмотря на то что многие из них противопоказаны беременным и кормящим, согласно данным сайта embryotox.de, где собраны официально одобренные Министерством здравоохранения Германии рекомендации для лечения беременных, применение препаратов на основе диметикона дозволено, так как они абсолютно не всасываются в организм.
Даже при наличии овоцидного эффекта часть гнид, как правило, выживает, поэтому важно удалить их механически при помощи специальных металлических частых гребней.
Так как гниды крепятся исключительно у корней волос, то самое важное — обработать первые 3—5 см от корня. Облегчить вычёсывание можно, нанеся на волосы бальзам, рыбий жир, масло, придав «эффект скольжения». Масло оливы избавляет от паразитов, а масло герани оказывает ещё и противовоспалительное действие, заживляет раны.
При лечении педикулеза можно обойтись без применения лекарственных средств. Метод механического вычёсывания является наиболее эффективным и безвредным для человека. В мире (и в том числе, в России) существуют организации, предоставляющие услуги вычесывания вшей.
Такие методы борьбы с педикулёзом, как проглаживание и кипячение личного белья инфестированного человека, избыточны. Для существования вшам необходимо питание человеческой кровью каждые 2—3 часа, после 2 суток без крови вши перестают производить потомство. По этой причине, обязательное кипячение — неактуально, достаточна стирка при температуре 60 °C в течение получаса. Мягкие игрушки, например, подушки, входившие в контакт с заражённым достаточно положить в полиэтиленовый пакет при комнатной температуре на срок до 3 суток или же в холодильник на 2 дня. Этого достаточно для гибели вшей и гнид. Расчёски можно промывать водой с мылом.
В 2006 году американскими учёными был разработан ряд методов борьбы с педикулёзом за счёт горячего воздуха, исключающие использование химических препаратов. Тестовые исследования показали, что наиболее эффективным из шести предложенных методов оказалось применение специально разработанного прибора LouseBuster, приводившее к практически 100-процентной смертности гнид и 80-процентной смертности зрелых особей.

## Профилактика
- Соблюдение личной и общественной гигиены: регулярное мытьё тела (не реже двух раз в день), смена нательного и постельного белья; стирка постельного белья при высокой температуре, проглаживание одежды горячим утюгом, особенно швов, где вши обычно откладывают яйца.
- Недопущение передачи личной расчёски другим лицам.
- Вещи, входившие в контакт с зараженным, необходимо на срок до 3 суток оставить в полиэтиленовом пакете при комнатной температуре. За это время вши и гниды погибают.
- Для проверки наличия вшей следует расчесать голову над светлой тканью.

Педикулёз регистрируется как отдельная нозология, и инфестация населения вшами отображается в ежемесячных сводках по заболеваемости в Российской Федерации.

## У животных
Педикулёз встречается у крупного рогатого скота чаще, чем у любого другого вида домашних животных. Основной жалобой тяжело пораженных животных является потеря веса с наличием очаговой алопеции, которая обычно является результатом зуда. В большинстве случаев зуд может быть лёгким или умеренным. Некоторые виды вшей, поражающих крупный рогатый скот: кровохлёбки, буйволиная вошь (tuberculatus), коротконосая вошь (Haematopinus eurysternus), длинноносая вошь (Linognathus vituli) и маленькая голубая вошь (Solenopotes capillatus). 